# Batepá-Massaker

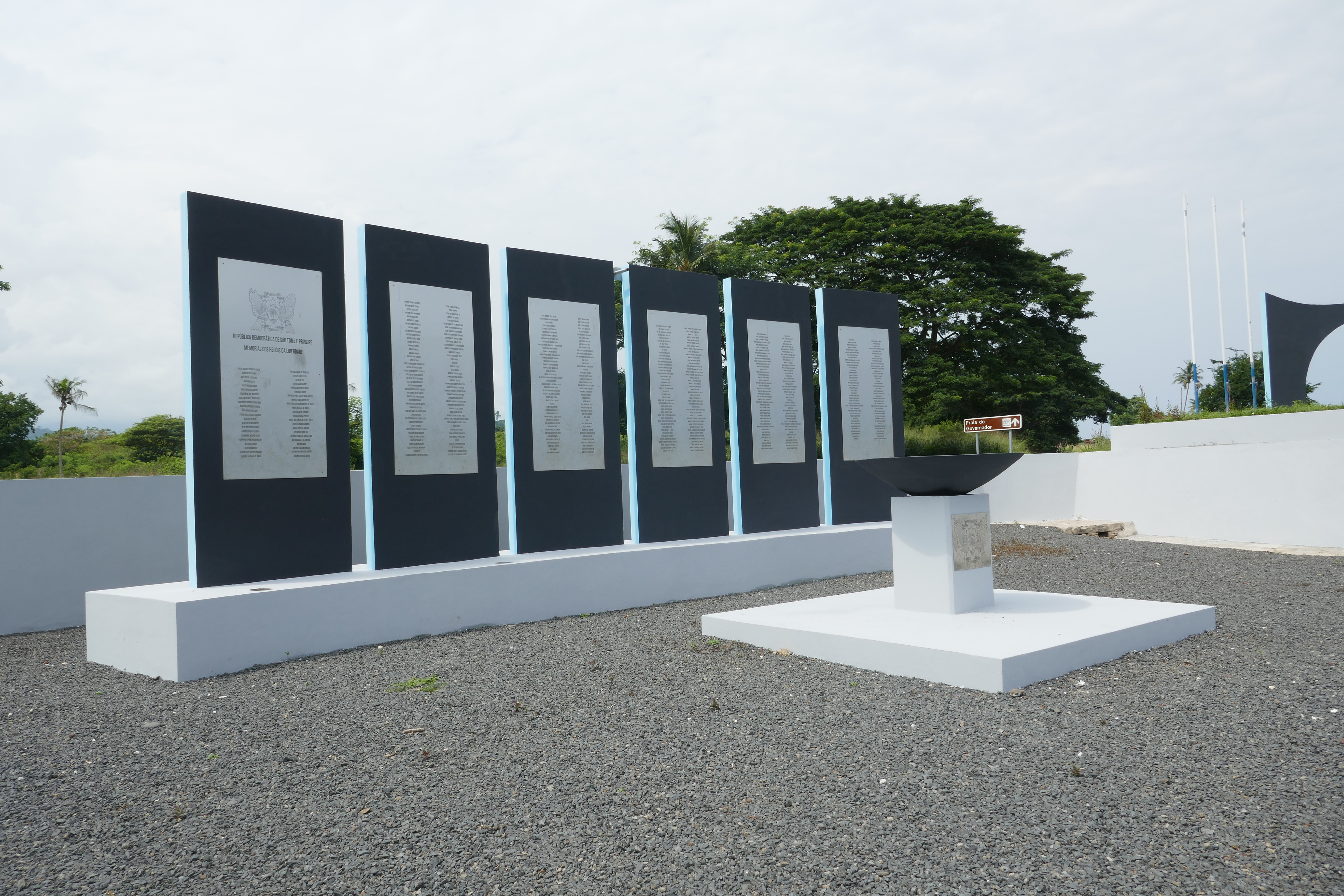
Denkmal zur Erinnerung an die Opfer des 3. Februar 1953

Das Batepá-Massaker (portugiesisch Massacre de Batepá, Bate-Pá) war ein Massaker an hunderten eingeborenen Kreolen am 3. Februar 1953 in São Tomé. Die so genannten „Forros“ wurden in Batepá durch Angehörige der Kolonialverwaltung und portugiesische Landbesitzer niedergemetzelt. Die Forros hatten ein Gerücht vernommen, wonach die Regierung plante, sie mit Zwang zu Arbeitsdiensten heranzuziehen, wogegen sie protestierten. Im Gegenzug machte der Gouverneur Kommunisten für die Unruhen verantwortlich und befahl dem Militär, Verdächtige auszuheben. Er ließ für Zivilisten die Parole ausgeben, sich selbst zu schützen. Die Aktionen steigerten sich schnell zu einem Blutbad, bei dem Hunderte der Forros ums Leben kamen. Kommunistische Verschwörungen konnten niemals nachgewiesen werden.

## Hintergrund
Carlos Gorgulho wurde 1945 Gouverneur. Zu der Zeit war São Tomé einer der größten Kakaobohnen-Produzenten weltweit. Große Plantagen, so genannte „roças“, beanspruchten den größten Teil der landwirtschaftlichen Fläche des Landes. Die roças funktionierten wie quasi-feudale Systeme und holten gewöhnlich ihre serviçais (Tagelöhner) vom Afrikanischen Kontinent und von Kap Verde. Die Forros hatten sich immer gegen die schwere Landarbeit auf den Plantagen verwehrt, da sie sie als Sklavenarbeit betrachteten. Gorgulhos Politik, die sich an den Modernisierungsbestrebungen der portugiesischen Estado Novo-Diktatur orientierte, erforderte jedoch, dass São Tomés Abhängigkeit von ausländischen Arbeitskräften aufgebrochen wurde. Dazu erleichterte es Gorgulho den serviçais, nach Hause zurückzukehren. Gleichzeitig verbesserte er die Arbeitsbedingungen auf den roças, wodurch er auf eine höhere Attraktivität der Arbeit hoffte. Gleichzeitig führte er Maßnahmen ein, welche die Lebensbedingungen der Forros betrafen. So wurde der Verkauf von Palmwein und von selbst hergestelltem Gin verboten und die Steuern von 30 auf 90 Escudos angehoben; Gorgulho hoffte, dass diese Maßnahmen dazu führen würden, dass Forros Lohnarbeit in den Plantagen aufnehmen würden.
Darüber hinaus fehlten Gorgulho Arbeiter, um seine öffentlichen Aufgaben und Bauprojekte durchzuführen. Die Kolonialadministration missbrauchte Polizeieinsätze, um Menschen zu kidnappen und zur Zwangsarbeit einzuteilen, um diese Arbeiten durchzuführen.

## Krise
1952 wurden die Arbeitskräfte besonders knapp. Die Kolonialadministration schlug vor, 15.000 Arbeiter von Kap Verde nach São Tomé zu holen. Im Januar 1953 verbreiteten sich Gerüchte, dass die Regierung das Land der Forros beschlagnahmen würde, um es den neu angekommenen Arbeitern von den Kap Verden zu geben und die Forros in die Arbeit als Lohnarbeiter zu zwingen. Am 2. Februar 1953 tauchten in São Tomé handgeschriebene Flugblätter auf, in denen Morddrohungen gegen diejenigen ausgesprochen wurden, welche die Forros als Lohnarbeiter beschäftigen würden. Die Regierung antwortete mit einer offiziellen Erklärung:

„The government has been informed that individuals who are hostile towards the present policy, known as communists, are spreading tendentious rumors to the effect that the creoles are to be obliged to contract themselves for the work on the roças  like serviçais. The government declares that no creole should give credit to these rumors, but should report such individuals to the police.  Thus, the government which has the obligation to protect the creoles, as it has always demonstrated, guarantees them that it will never agree to authorize such contracts.“

„Die Regierung wurde informiert, dass Individuen, die der gegenwärtigen Politik gegenüber feindlich gesinnt sind, bekannt als Kommunisten, tendenziöse Gerüchte verbreiten mit dem Inhalt, dass die Kreolen sich selbst als Lohnarbeiter auf den Roças verdingen müssen, wie die Serviçais. Die Regierung erklärt, dass kein Kreole diesen Gerüchten Glauben schenken sollte, sondern solche Individuen der Polizei melden soll. Damit garantiert die Regierung, welche auch die Aufgabe hat, die Kreolen zu schützen, so wie sie es auch immer gezeigt hat, dass sie niemals solchen Verträgen zustimmen wird.“

Protestdemonstrationen versammelten sich am 3. Februar, und die Polizei tötete einen der Demonstranten, Manuel da Conceição Soares. Sein Tod löste einen größeren Protest am nächsten Tag in dem kleinen Ort Batepá bei Trindade aus.

## Die Massaker
Gorgulho informierte die Kolonisten und die Verwaltung, dass eine kommunistische Rebellion im Entstehen sei, und erließ einen Aufruf an alle weißen Kolonisten, sich zu bewaffnen, damit sie sich selbst und ihre Frauen schützen könnten. In aller Eile wurden Milizen gebildet, und auch einige Kapverdier reagierten auf den Ruf zu den Waffen. Außerdem mobilisierten die Kolonisten angolanische und mosambikanische Arbeiter. In wenigen Tagen töteten die Milizen und die Kolonialregierung hunderte Forros. Allein 28 Personen wurden erstickt in einer Zelle der örtlichen Corpo de Polícia Indígena–Polizei (CPI, Eingeborenen Polizei Corps); auf einer Plantage wurden zwanzig Personen lebendig verbrannt. Die Behörden wendeten in den Gefängnissen elektrische Foltermethoden an und viele Gefangene starben nach Folter, Schlägen und Zwangsarbeit. Die Behörden warfen viele Leichen ins Meer. Gorgulho wird mit der Anweisung zitiert: „Schmeißt diesen Scheiß ins Meer, um Schwierigkeiten zu vermeiden!“

## Auswirkungen
Am 4. März landeten Mitglieder der portugiesischen Polícia Internacional e de Defesa do Estado (PIDE) in São Tomé an und führten eine Untersuchung zu der angeblichen kommunistischen Verschwörung durch. Schnell stellten sie fest, dass es keine gegeben hatte, und im April beorderte Manuel Sarmento Rodrigues, der Minister des portugiesischen Ministeriums für die Überseeterritorien (Ministério do Ultramar), Gorgulho nach Lissabon zurück. Er wurde in den Rang eines Generals befördert und vom Armeeminister, General Abranches Pinto, für sein Handeln ausgezeichnet. Sieben Forros wurde der Prozess gemacht und sie wurden für die Tötung von zwei Polizisten verurteilt. Das Massaker markierte jedoch auch die Entstehung der Unabhängigkeitsbewegung im portugiesischen São Tomé und Príncipe. Das Datum wird jedes Jahr am 3. Februar als Feiertag begangen (Dia de Mártires da Liberdade).